# Kageyama Takashi
Takashi Kageyama (sinh ngày 27 tháng 5 năm 1977) là một cầu thủ bóng đá người Nhật Bản.

## Sự nghiệp câu lạc bộ
Takashi Kageyama đã từng chơi cho Sanfrecce Hiroshima, Cerezo Osaka và Sagawa Shiga.